# Hansius å Kitti – twins edition
Hansius å Kitti – twins edition är en svensk dokumentär- och realityserie som hade premiär på SVT Play den 3 april 2024. Första säsongen består av 10 avsnitt.

## Handling
Serien kretsar kring youtuberparet Emil Hansius och Josefine Kitti. När de för ett år sedan blev föräldrar till tvillingarna Leo och Lily blev deras liv än mer hektiskt.

## Medverkande (i urval)
- Josefine Kitti
- Emil Hansius